# UGC 87
UGC 87 es una galaxia elíptica localizada en la constelación de Pegaso.